# Казе Нуове (Бреша)
Казе Нуове је насеље у Италији у округу Бреша, региону Ломбардија.
Према процени из 2011. у насељу је живело 1006 становника. Насеље се налази на надморској висини од 293 м.